# Pueraria imbricata
Pueraria imbricata là một loài thực vật có hoa trong họ Đậu. Loài này được Maesen miêu tả khoa học đầu tiên.